# Graphische Sammlung der ETH Zürich

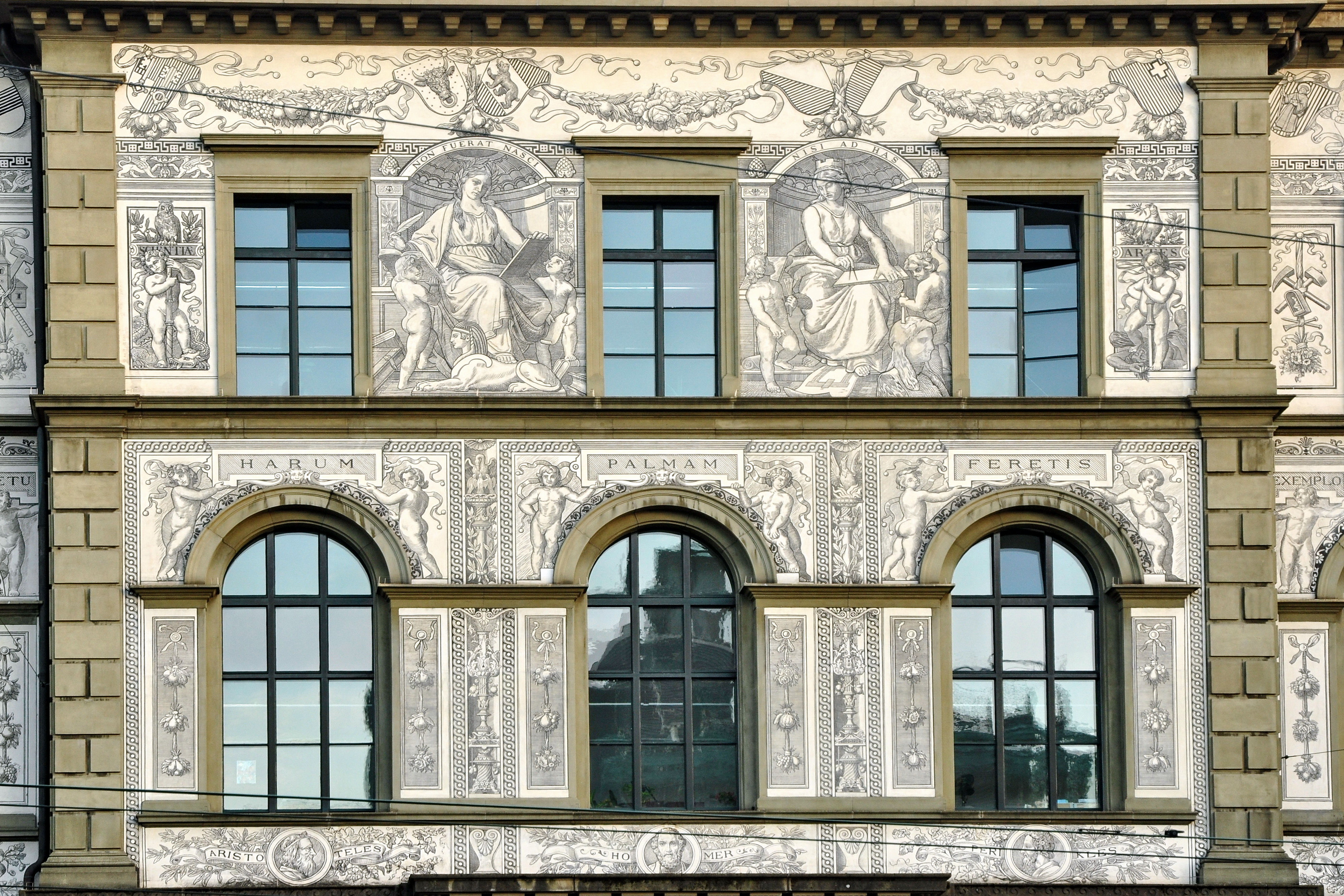
Hauptgebäude der ETH Zürich mit Bibliothek und Graphische Sammlung – Inschrifttafeln in den Fensterbogenzwickeln der Nordfassade, (v. l. n. r.): NUMINE // INDOLE // COGNOSCENDO // INTUENDO // MEDITATIONE // EXPERIMENTO // CONSTANTIA // IMPETU

Die Graphische Sammlung der ETH Zürich gehört zur ETH-Bibliothek der Eidgenössischen Technischen Hochschule Zürich, kurz ETH Zürich. Mit rund 160'000 hochkarätigen Werken vom 15. Jahrhundert bis heute ist sie die grösste Schweizer Sammlung von Kunstwerken auf Papier.

## Geschichte
Die Graphische Sammlung wurde im Jahr 1867 gegründet, zwölf Jahre nach der Gründung des Eidgenössischen Polytechnikums im Jahr 1855. Sie etablierte sich als klassische Studien- und Lehrsammlung für angehende Kunsthistoriker, Archäologen und Architekten. Somit kann die Sammlung als typische Universitätssammlung charakterisiert werden, die im 19. Jahrhundert das erforderliche Anschauungsmaterial für das Studium bereitstellte und eine zentrale Rolle bei der Wissensvermittlung einnahm.
Der Professor für Archäologie und Kunstgeschichte Gottfried Kinkel (1815–1882) wurde mit der Aufgabe betraut, eine Sammlung für Studien- und Lehrzwecke aufzubauen. Als Grundstock erwarb er 1870 rund 11'000 Einzelblätter und etwa 150 gebundene Stichwerke aus der Sammlung des Schweizer Malers Rudolf Bühlmann (1812–1891), der über drei Jahrzehnte in Rom gelebt hatte.

Zimmer der Sammlung Schulthess-von Meiss

In den ersten Jahren sammelte die Institution vor allem technische Zeichnungen, Stiche und andere grafische Werke, die für Studium und Forschung an der ETH von Nutzen waren. Dazu gehörten Architekturpläne, Stadtansichten und technische Illustrationen.
Der wertvollste Zuwachs des Bestandes ist einer Schenkung des Zürcher Bankiers Heinrich Schulthess-von Meiss (1813–1898) zu verdanken. Im Jahr 1894 überliess er der Graphischen Sammlung über 12'000 Blätter, die von Schongauer bis Goya reichen und einen ausserordentlich hohen Wert haben. Die Schenkung von Schulthess-von Meiss demonstriert die fundamentale Bedeutung von Sammlern für die Graphische Sammlung seit jeher.
Noch vor Schulthess-von Meiss vermachte sein Vetter, der Stadtrat Johann Heinrich Landolt, der Graphischen Sammlung rund 9000 Graphiken alter Meister. Bis heute geniesst die Sammlung das Vertrauen von Gönnern, was sich in verschiedenen Legaten, Schenkungen und Ankäufen widerspiegelt.

Graphische Sammlung, Ausstellungssaal (zugleich Magazin). Fotograf: Ernst Rüst, um 1926

Die Sammlung wurde zwischen 1910 und 1930 kontinuierlich erweitert, insbesondere durch Schenkungen und gezielte Ankäufe. Werke verschiedener Epochen und Künstler wurden integriert, um eine breitere Basis für Forschung und Lehre zu schaffen. Ausserdem wurden vermehrt zeitgenössische Werke von Schweizer und internationalen Künstlern erworben.
Im Jahr 2017 feierte die Graphische Sammlung der ETH Zürich ihr 150-Jahre-Jubiläum. Dies bot Anlass, die Sammlung und die Sammlungsräume aus neuen Perspektiven zu betrachten. Dabei wurden nicht nur eigene Blicke geworfen, sondern auch solche von aussen berücksichtigt. Es wurde untersucht, wie Kunstschaffende, Architekten, Forschende sowie Studierende die Bestände und den Ausstellungsraum wahrnahmen und inwiefern die Werke der Graphischen Sammlung die Arbeit, Denkweise und Methodik von Künstlern, Architekten, Forschern oder Studierenden inspirierten. Dabei öffnete sich die Sammlung für partizipative kuratorische Ansätze. Zudem expandierte die Graphische Sammlung ETH Zürich temporär in weitere Räume der Stadt Zürich, um auch ortsspezifisch Blickwechsel zu provozieren.

## Standort
Anfänglich stand die Graphische Sammlung nur für die Besucher des Studienraumes offen. Ab 1891 wurde sie auch für das breite Publikum zugänglich, indem sie jährlich drei bis fünf Ausstellungen zu ihren reichen Beständen zeigte. 
Die Sammlung befand sich stets im Hauptgebäude der ETH Zürich, was ihren hohen Stellenwert unterstreicht. Seit dem Jahr 1924 ist sie in den gegenwärtigen Räumlichkeiten im Südwestflügel des von Gottfried Semper konzipierten Baus untergebracht. Vor dem Einzug hatte der Architekt Gustav Gull die historischen Räume einer Renovierung unterzogen.

## Präsentation

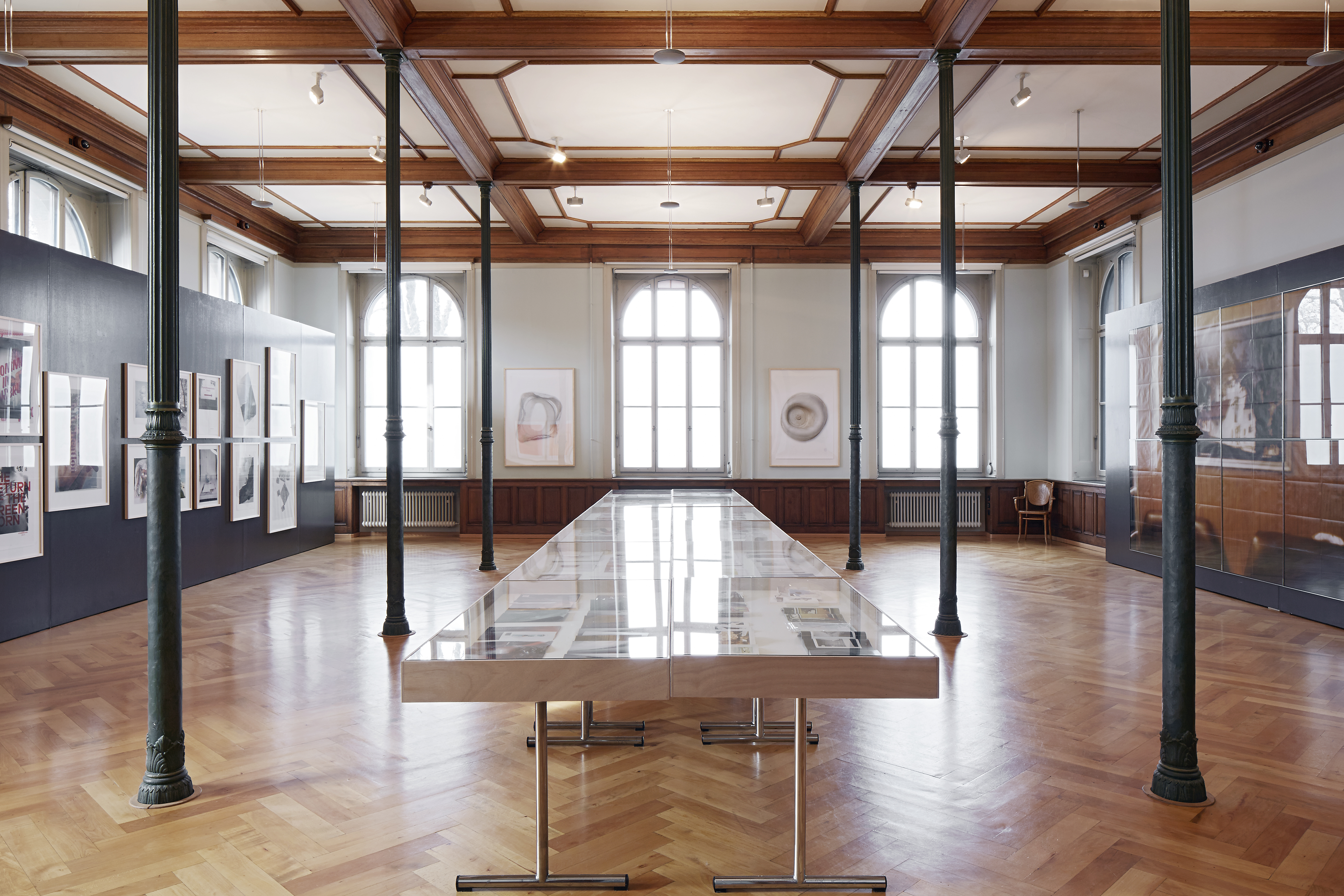
Ausstellungsraum 2018

Die Sammlung wird aufgrund ihrer besonderen, fragilen materiellen Beschaffenheit nicht permanent ausgestellt. Teile davon werden in vier bis fünf Wechselausstellungen pro Jahr der Öffentlichkeit präsentiert und ihr mit Katalogen und einem Vermittlungsprogramm näher gebracht. Im Studiensaal können Interessierte auf Voranmeldung Kunstwerke aus der Sammlung einsehen und erforschen oder einen Teil der Bestände im Sammlungskatalog online betrachten. Ausserdem verfügt die Graphische Sammlung über eine umfangreiche, auf das Sammelgebiet Kunst auf Papier spezialisierte Präsenzbibliothek.

## Online-Katalog
Die Bestände der Graphischen Sammlung der ETH Zürich werden nach und nach erschlossen und digitalisiert. Der Online-Sammlungskatalog bietet die Möglichkeit, bereits erfasste Handzeichnungen, Druckgraphik, Künstlerbücher und Multiples zu recherchieren.
Viele druckgraphische Werke, so von Martin Schongauer, Albrecht Dürer, Lucas van Leyden, Rembrandt van Rijn, Giovanni Battista Piranesi, Francisco de Goya, Félix Vallotton – um nur einige zu nennen – sind mehr oder weniger komplett vertreten. Sowohl Inkunabeln spätgotischer Graphik als auch die italienische, französische, deutsche und niederländische Druckgraphik des 15. bis 18. Jahrhunderts sind repräsentativ und in hervorragenden Exemplaren vorhanden.